# Saxstjärtskolibri
Saxstjärtskolibri (Hylonympha macrocerca) är en fågel i familjen kolibrier.

## Utseende och läte
Saxstjärtskolibrin är en slående långstjärtad kolibri med lång och något nedåtböjd svart näbb. Kroppslängden är 19 cm för hanen, varav stjärten är 10 cm, medan honnan är 12–13 cm lång.
Hanen är huvudsakligen mörkgrön med glittrande violett hjässa och grönsvart bakre del av hjässan. Manteln är metalliskt grönglänsande med guldgul anstrykning. Bröstet är glittrande smaragdgrönt, medan resten av undersidan är mörkare grön, mot buken svartaktig. Den lilasvarta är mycket lång och kluven.

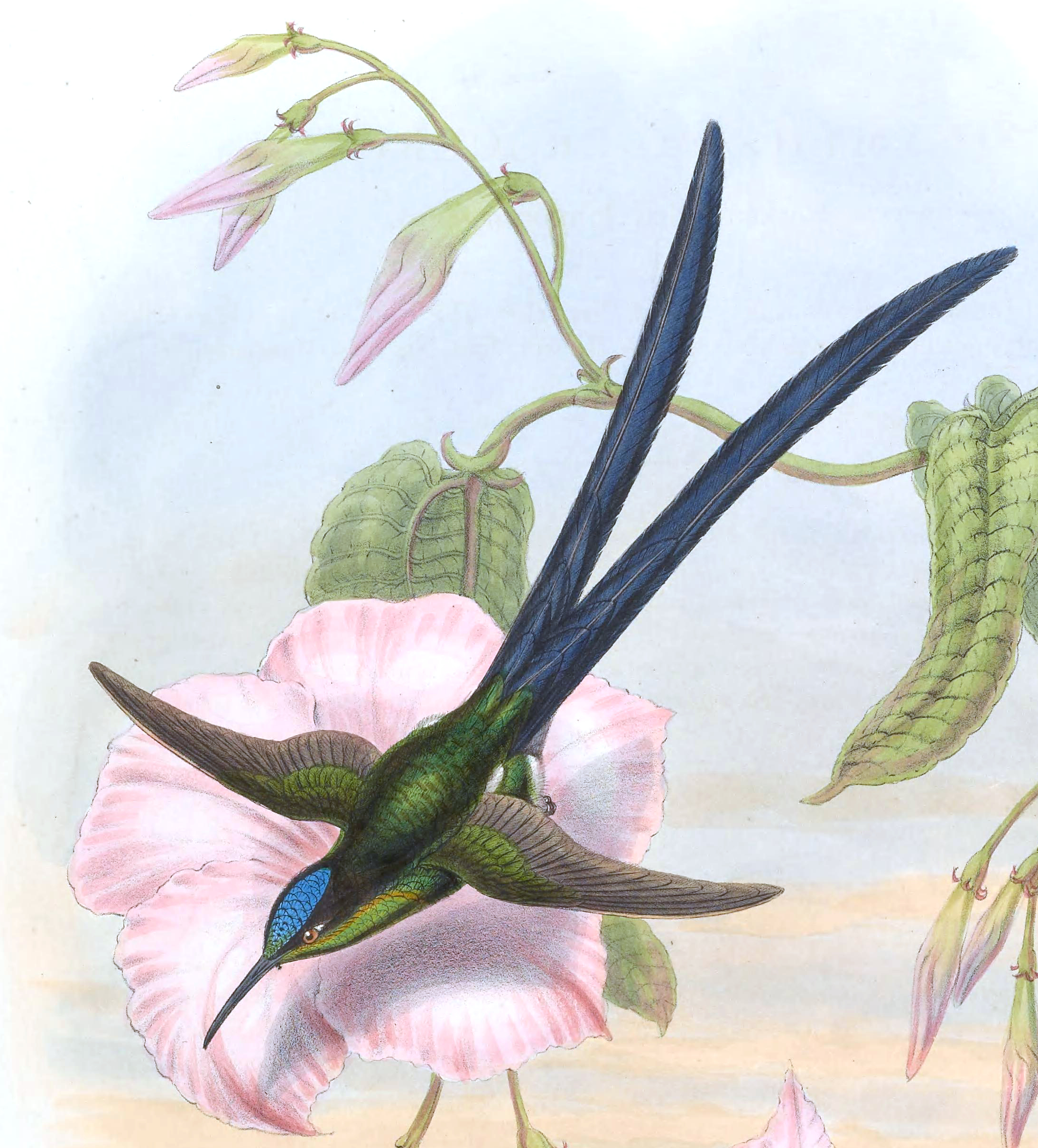

Honan är mörkgrön ovan, undertill huvudsakligen grön med vita fläckar men vitt mitt på bröstet och kastanjebrunt på buk och undre stjärttäckare. Den kluvna stjärten är kortare än hanens med gröna blåspetsade centrala stjärtpennor beigespetsade kanelbruna yttre.
Lätet är ett ljust och tunt metalliskt tjattrande ljud.

## Utbredning och systematik
Fågeln förekommer endast i bergsområden på Pariahalvön i nordöstra Venezuela. Arten är den enda i släktet Hylonympha och behandlas som monotypisk, det vill säga att den inte delas in i några underarter.

## Status
IUCN kategoriserar arten som starkt hotad.